# Crotalus ruber
La serp de cascavell diamant vermell (Crotalus ruber) és una serp verinosa del gènere Crotalus que es troba al sud-oest de Califòrnia, als Estats Units, i a la Baixa Califòrnia de Mèxic. Actualment es reconeixen tres subespècies, incloent-hi la subespècie nominal que es descriu aquí.

## Descripció
Aquesta és una espècie moderadament gran que normalment supera els 100 cm en la part continental. Els mascles són de grans dimensions i pot ser superior a 140 cm, encara que els espècimens de més de 150 cm són molt rars. L'espècimen més gran registrat mesurava 162 cm (Klauber, 1937).

## Hàbitat
Habita en les zones costaneres més fresques, sobre les muntanyes i en el desert. Prefereix la densa garriga, cactus i roques cobertes de mala herba. Creix des del nivell del mar fins als 1.500 m d'altitud.

## Alimentació i reproducció
S'alimenta de conills, esquirols i ocells. Wright i Wright (1957) també esmenten els llangardaixos i altres serps com a part de la dieta d'aquesta espècie.
L'aparellament es produeix entre el febrer i l'abril. Les femelles donen a llum a l'agost, a entre 3 i 20 cries. Les cries fan de 30 a 34 cm de longitud.